# Feiertage in Schweden
Hier werden jährlich wiederkehrende Feiertage in Schweden aufgelistet, die nicht zwangsläufig auf einen Sonntag fallen.
| Feiertag                                     | Datum                                                             |
| -------------------------------------------- | ----------------------------------------------------------------- |
| Neujahr / Nyårsdagen                         | 1. Januar                                                         |
| Heilige Drei Könige / Trettondedag jul       | 6. Januar                                                         |
| Karfreitag / Långfredagen                    | vom Osterdatum abhängig                                           |
| Ostermontag / Annandag påsk                  | vom Osterdatum abhängig                                           |
| Tag der Arbeit / Valborg                     | 1. Mai                                                            |
| Christi Himmelfahrt / Kristi himmelfärds dag | vom Osterdatum abhängig                                           |
| Schwedischer Nationalfeiertag                | 6. Juni                                                           |
| Midsommar                                    | Samstag zwischen 20. und 26. Juni                                 |
| Allerheiligen                                | wird auf den Samstag zwischen 31. Oktober und 6. November verlegt |
| 1. Weihnachtsfeiertag, Juldagen              | 25. Dezember                                                      |
| 2. Weihnachtsfeiertag / Annandag jul         | 26. Dezember                                                      |

In Schweden gibt es neben den beweglichen Feiertagen des Kirchenjahrs einige Feiertage, die immer auf den Samstag danach verlegt werden und damit keinen Feiertag in diesem Sinne darstellen. Das gilt auch für das Mittsommerfest (Midsommar).